# Zvezda (televizní stanice)
Zvezda (rusky Звезда) je ruská armádní televizní stanice se sídlem v Moskvě, která je provozovaná ruským ministerstvem obrany. Označuje se za vlasteneckou a byla spuštěna 20. února 2005.

## Popis
Dne 17. července 2000 byl kanál Zvezda licencován pro vysílání. 20. února 2005 začal kanál Zvezda poprvé vysílat na 57. kanálu UHF v Moskvě. Funkcí kanálu je ukazovat programy na vlastenecké téma, informace a analytické programy, stejně jako ruské filmy. Od roku 2006 je Zvezda poprvé vysílána v celém Rusku a od roku 2007 i v zahraničí.

## Kontroverze
Zvezda sama sebe označuje jako vlasteneckou a bývá považovaná za jeden z nejuznávanějších protizápadních kanálů v Rusku. V minulosti zveřejnila řadu falešných, extrémně zaujatých anebo kontroverzních zpráv, například že Ukrajina poskytuje zbraně a chemické zbraně teroristům na Středním východě, devět jeptišek v klášteře v Miláně bylo znásilněno uprchlíky, finské vojenské provokace zahájily zimní válku, evropským záměrem je nahradit ukrajinské obyvatelstvo uprchlíky apod.

### Invaze vojsk Varšavské smlouvy do Československa (1968)
Naposledy vyvolal v Česku vlnu kritiky internetový článek Leonida Maslovského (rusky Леонид Масловский) „Československo by mělo být SSSR vděčné za rok 1968: historie pražského jara“ (rusky Чехословакия должна быть благодарна СССР за 1968 год: история «пражской весны») z 21. listopadu 2017. Autor článku má pověst publicisty, který se snaží obnovit sovětský režim a pod jeho materiály je vždy uvedeno, že se autorův postoj nemusí shodovat s názorem redakce (rusky Мнение, выраженное в публикации Леонида Масловского, является его личной позицией и может не совпадать с мнением редакции сайта телеканала Звезда.). Naposledy psal o událostech v Maďarsku v roce 1956, oba články byly na druhý den již nedostupné. Z článku také dále vyplývá, že československý prezident Klement Gottwald vybudoval – na rozdíl od svého nástupce Antonína Zápotockého – „kvetoucí Československo“.
Článek byl tvrdě kritizován například prezidentem Milošem Zemanem. Ruský premiér Dmitrij Medveděv se 22. listopadu distancoval od článku s tím, že neodráží oficiální ruské stanovisko vyjádřené již letech 1993 či 2006. Text je prý osobním názorem autora a ruské vedení do práce novinářů nezasahuje.